# تاریخ خوی
تاریخ خوی کتابی از محمد امین ریاحی است که در سال ۱۳۷۲ منتشر و در مراسم کتاب سال جمهوری اسلامی ایران به‌عنوان کتاب برگزیده معرفی شد.